# Burton Richter
Burton Richter (New York-Brooklyn, 1931. március 22. – Stanford, Kalifornia, 2018. július 18.) amerikai fizikus, aki 1976-ban Nobel-díjat kapott Samuel Tinggel a J/ψ-részecske nevű szubatomi részecske felfedezéséért.

## Élete
1931. március 22-én született Brooklynban egy zsidó család gyermekeként. Szülei Abraham Richter és Fanny Pollack textilmunkások voltak. Queens Far Rockaway negyedében nőtt fel.
1948-ban a Far Rockaway High School-ban érettségizett. A Mercersburg Academy-n folytatta tanulmányait Pennsylvaniában, majd a Massachusettsi Műszaki Egyetemen (Massachusetts Institute of Technology) szerzett főiskolai diplomát 1952-ben. 1956-ban ugyanitt szerezte meg a PhD tudományos fokozatot.
1974-ben egy nem megjósolt új részecskét fedezett fel a csoportjával, az első c (charm)-kvarkot tartalmazó részecskét, a J/ψ-részecskét. 1976-ban Nobel-díjat kapott Samuel Tinggel a J/ψ-részecske nevű szubatomi részecske felfedezéséért.
1984 és 1999 között a Stanfordi Lineáris Gyorsítóközpont (Stanford Linear Accelerator Center – SLAC) igazgatója volt.

## Díjai
- Ernest Orlando Lawrence-díj (1975)
- Fizikai Nobel-díj (1976)
- Enrico Fermi-díj (2010)